# Aberdeenshire
Ne doit pas être confondu avec Aberdeenshire (historique).
L'Aberdeenshire est une région située dans le nord-est de l'Écosse, sur la mer du Nord. Elle est arrosée principalement par les deux rivières qui convergent vers Aberdeen : la Dee et la Don. La partie côtière, à l'est, est une région de plaines fertiles tandis que vers l'ouest, les monts Grampians avec des sommets à plus de 1 000 mètres d'altitude (Cairn Gorm et Ben Macdhui) ne sont presque pas cultivés.
La région actuelle n'inclut pas la ville d'Aberdeen, qui a sa propre division administrative. Cependant, le conseil de l'Aberdeenshire siège à Woodhill House, à Aberdeen ; il est le seul conseil écossais dont le siège est en dehors de la région qu'il administre.

## Principales villes
La population en 2016 est de 262 200 habitants, ce qui représente 4,5 % du total de l'Écosse, en augmentation de 20 % depuis 1981 et 50 % depuis 1971. Les dix principales villes sont :

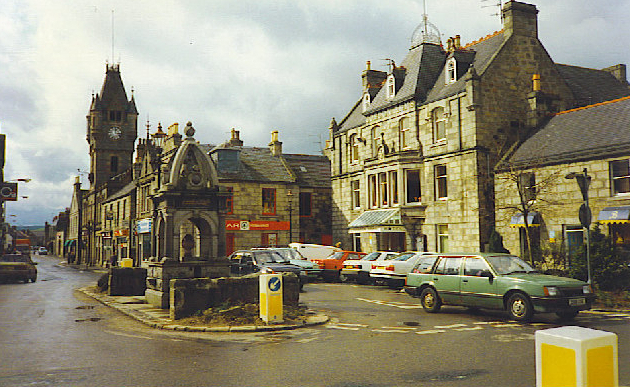
Huntly.

- Peterhead, 17 560 habitants ;
- Fraserburgh, 12 150 habitants ;
- Inverurie, 10 760 habitants ;
- Stonehaven, 10 160 habitants ;
- Westhill, 10 060 habitants ;
- Ellon, 9 540 habitants ;
- Portlethen, 6 770 habitants ;
- Banchory, 6 270 habitants ;
- Turriff, 4 610 habitants ;
- Huntly, 4 460 habitants.

## Lieux et monuments
L'Aberdeenshire est une région riche en histoire, possédant de nombreux châteaux. Parmi les principaux, on peut citer :
- Château de Balmoral, résidence royale de Charles III qui y séjourne en été ;
- Château de Braemar, demeure ancestrale duclan Farquharson (en), que les touristes peuvent visiter pendant toute l'année ;
- Château de Craigievar, excellent exemple de l'architecture seigneuriale écossaise pendant la Renaissance, avec certains des plus beaux plafonds d'Écosse ;
- Château de Crathes ;
- Château de Drum, avec un arboretum contenant des arbres de toutes les régions de l'empire britannique du XVIIIe siècle ;
- Château de Dunnottar, forteresse médiévale en ruine, situé à environ 3 kilomètres au sud de Stonehaven ;
- Château de Fraser, le plus élaboré des châteaux au plan en Z d'Écosse, ayant servi au tournage du film The Queen ;
- Château de Fyvie ;
- Château de Glenbuchat, au plan en Z ;
- Château de Tolquhon, avec un inhabituel sol carrelé en pierre dans le hall principal ;
- Château de Dundarg.

|  |  |

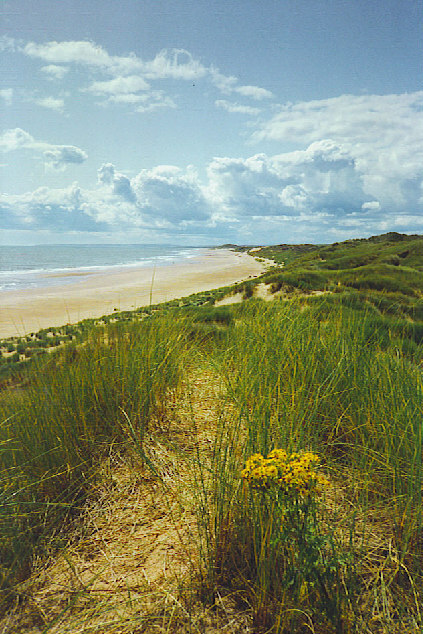
Sables de Forvie.

Certaines propriétés sont également d'intérêt :
- Haddo House, exemple d'architecture georgienne abritant une importante collection d'art ;
- Monboddo House.

On y trouve des lochs et réserves naturelles :
- Fowlsheugh ;
- Sables de Forvie ;
- Estuaire d'Ythan ;
- Portlethen Moss ;
- Loch de Strathbeg.

Enfin, l'Aberdeenshire est traversée par de nombreuses rivières :
- la rivière Cowie ;
- la rivière Carron ;
- la rivière Dee ;
- la rivière Don ;
- la rivière Ythan.

## Administration
Le Conseil de l'Aberdeenshire (Aberdeenshire Council) fut établi en avril 1996, à la suite de la disparition des régions écossaises. Il a 68 conseillers, répartis de la façon suivante en 2007 :
| Parti Politique         | Nombre d'élus |
| Liberal Democrat        | 24            |
| Scottish National Party | 22            |
| Conservative            | 14            |
| Independent             | 8             |

Les dépenses nettes du conseil ont été de 399 millions de livres sur l'année 2003-2004. La répartition est assurée de la façon suivante :
- Éducation 55 %
- Logement et dépenses sociales 19 %
- Transports et infrastructures 11 %
- Pompiers et policiers 10 %

22 % des revenus du conseil proviennent de la Council Tax. L'imposition moyenne de cette taxe est la huitième plus faible d'Écosse à 966 livres en 2003-2004.
L'Aberdeenshire est divisée en six parties administratives dites area committees, auxquelles le conseil délègue une partie de ses responsabilités :
- Banff et Buchan ;
- Buchan ;
- Formartine ;
- Garioch ;
- Marr ;
- Kincardine et Mearns.